# Gaël Monthurel
Gaël Monthurel (* 22. Januar 1966 in Conches-en-Ouche) ist ein französischer Handballtrainer und ehemaliger Handballspieler.

## Karriere
Der 1,83 m große und zu seiner aktiven Zeit 100 kg schwere Gaël Monthurel war Kreisläufer. Mit Vénissieux HB wurde er 1992 französischer Meister und gewann 1991 und 1992 den Pokal. Im Europapokal der Pokalsieger 1991/92 erreichte er das Viertelfinale und im Europapokal der Landesmeister 1992/93 das Halbfinale. Bis 1995 spielte er für den Topklub der Achtziger-Jahre USM Gagny. Anschließend ließ er seine Karriere bei PSG-Asnières ausklingen.
Mit der Französischen Nationalmannschaft gewann Gaël Monthurel bei den Olympischen Spielen 1992 Bronze, bei der Weltmeisterschaft 1993 Silber und bei der Weltmeisterschaft 1995 Gold. Zum Abschluss seiner internationalen Karriere erreichte er bei den Olympischen Spielen 1996 den vierten Platz. Zwischen 1987 und 1996 bestritt er insgesamt 257 Länderspiele, in denen er 292 Tore erzielte.
Als Trainer betreute Monthurel seit 1998 die französischen Vereine US Saintes HB, Gonfreville l'Orcher, Bourgoin-Jallieu, ES Falaise Calvados und CO Vernouillet. Seit 2012 ist er für die unter 18-jährigen beim katarischen Armeeklub al-Jaish zuständig.